# NGC 1151
NGC 1151 é uma galáxia elíptica (E) localizada na direcção da constelação de Eridanus. Possui uma declinação de -15° 00' 48" e uma ascensão recta de 2 horas, 57 minutos e 04,6 segundos.
A galáxia NGC 1151 foi descoberta em 1886 por Frank Leavenworth.